# Stazione di Anzen
La stazione di Anzen (安善駅?, Anzen-eki) è una stazione ferroviaria situata nel quartiere di Tsurumi-ku della città di Yokohama, nella prefettura di Kanagawa in Giappone che serve la linea Tsurumi della JR East.

## Linee
East Japan Railway Company
■ Linea Tsurumi (linea principale)
■ Linea Tsurumi (diramazione per Ōkawa)

## Struttura
La stazione è realizzata in superficie, e, sebbene si una stazione in linea, senza diramazioni, con la rimozione del marciapiede per la diramazione Ōkawa presso la stazione di Musashi-Shiraishi, di fatto rappresenta il punto di divisione fra la diramazione e la linea Tsurumi principale. La stazione dispone di un marciapiede a isola con due binari passanti, e il collegamento con il fabbricato viaggiatori avviene tramite un passaggio a raso sui binari, chiuso da delle barriere che si attivano al passaggio dei treni. Nell'areale della stazione è presente uno scalo merci.
| 1 | ■ Linea Tsurumi |  | per Hama-Kawasaki, Ōkawa e Ōgimachi |
| 2 | ■ Linea Tsurumi |  | per Asano e Tsurumi                 |

## Stazioni adiacenti
| «             | Servizio          | »                 |
| Linea Tsurumi | Linea Tsurumi     | Linea Tsurumi     |
| ------------- | ----------------- | ----------------- |
| Asano         | Linea principale  | Musashi-Shiraishi |
| Asano         | Dir. Umi-Shibaura | Ōkawa             |